# Ideobisium crassimanum
Ideobisium crassimanum är en spindeldjursart som beskrevs av Luigi Balzan 1892. Ideobisium crassimanum ingår i släktet Ideobisium och familjen spinnklokrypare. Inga underarter finns listade i Catalogue of Life.